# إدوارد ليفينغستون ويلسون
إدوارد ليفينغستون ويلسون (بالإنجليزية: Edward Livingston Wilson)‏ هو مصور أمريكي، ولد في 4 مايو 1838، وتوفي في 23 يونيو 1903.